# Pirom Un-prasert
Pirom Un-prasert (in thailandese ภิรมย์ อั๋นประเสริฐ; 16 novembre 1953) è un ex arbitro di calcio thailandese.

## Carriera
Originario della Thailandia, ha arbitrato le sue prime gare internazionali nel 1992, a 39 anni.
Nel 1995 ha arbitrato 3 gare del campionato mondiale femminile di calcio in Svezia: Nigeria-Canada 3-3 e Stati Uniti-Australia 4-1 della fase a gironi, e il quarto di finale vinto per 3-1 dalla Norvegia, poi campione del mondo, sulla Danimarca.
L'anno successivo è stato scelto per il torneo olimpico di Atlanta 1996, dove ha arbitrato 4 partite: Nigeria-Ungheria 1-0, Francia-Spagna 1-1 e Argentina-Tunisia 1-1 della fase a gironi, Brasile-Ghana 4-2 nei quarti di finale. A dicembre è stato invece di scena in Coppa d'Asia, negli Emirati Arabi Uniti, dove ha diretto la gara inaugurale, Emirati Arabi Uniti-Corea del Sud 1-1 e il quarto di finale vinto per 2-0 dal Kuwait sul Giappone.
Nel 1997 è stato designato per la terza Confederations Cup, in Arabia Saudita, la prima organizzata dalla FIFA. Qui ha arbitrato prima Messico-Australia 1-3 della fase a gironi e poi la finale del 21 dicembre, vinta per 6-0 dal Brasile sulla stessa Australia, con triplette di Ronaldo e Romário (1 su rigore), dove ha espulso al 24' l'australiano Mark Viduka.
Ha chiuso la carriera a 45 anni, nel 1998, dopo il campionato mondiale in Francia, nel quale ha diretto 2 gare, entrambe nella fase a gironi: Marocco-Norvegia 2-2 e Nigeria-Paraguay 1-3.